# Windy Hill, Kilmacolm
Windy Hill ou Windyhill est une maison conçue par Charles Rennie Mackintosh et meublée par lui et sa femme, Margaret Macdonald, à Kilmacolm en Ecosse. C'est le premier projet d'habitation réalisé par Mackintosh. Elle est listée en Catégorie A des monuments classés du Royaume-Uni. Elle demeure une maison en propriété privée. Windy Hill est aussi le nom d'une colline située dans le parc régional de Clyde Muirshiel qui borde Kilmacolm.

## Histoire de la bâtisse

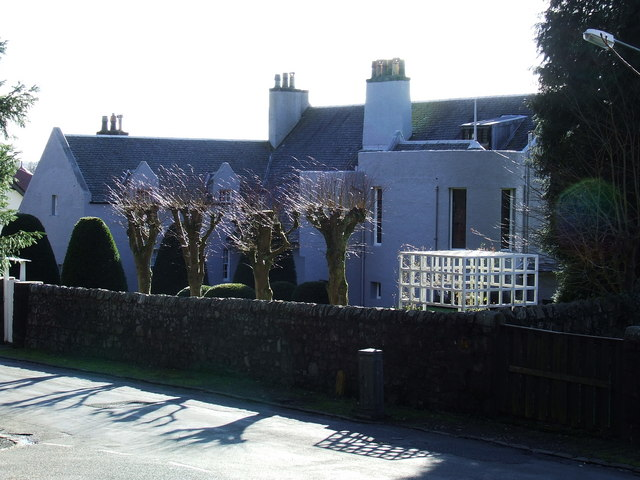
Windy Hill en 2007.

La maison a été commandée en 1900 par William Davidson, ami et mécène de Mackintosh. Mackintosh a non seulement conçu la maison de style Art nouveau, mais aussi avec sa femme il en a aménagé l'intérieur. Ils ont habillé les murs, créé les meubles et les accessoires. Les cheminées, les boiseries, les vitraux et les lumières sont aussi de leur création. Ils ont aussi conçu le jardin de 2 acres. La maison a été achevée et occupée en 1901. Les carnets de travail et la correspondance relatifs à la Commission sont conservés à l'Hunterian Museum and Art Gallery. Walter Blackie et sa femme ont visité la maison avec Mackintosh, avant de le charger de la conception de Hill House.
En 2014, le cinquième propriétaire de la maison, David Cairns, qui a fait appel à des artisans pour la restaurer, l'a mise sur le marché pour un montant estimé à 3 millions de livres sterling. Windy Hill est l'une des deux résidences bâties par Mackintosh encore existante avec Hill House.